# Huamanis de Antisuyo

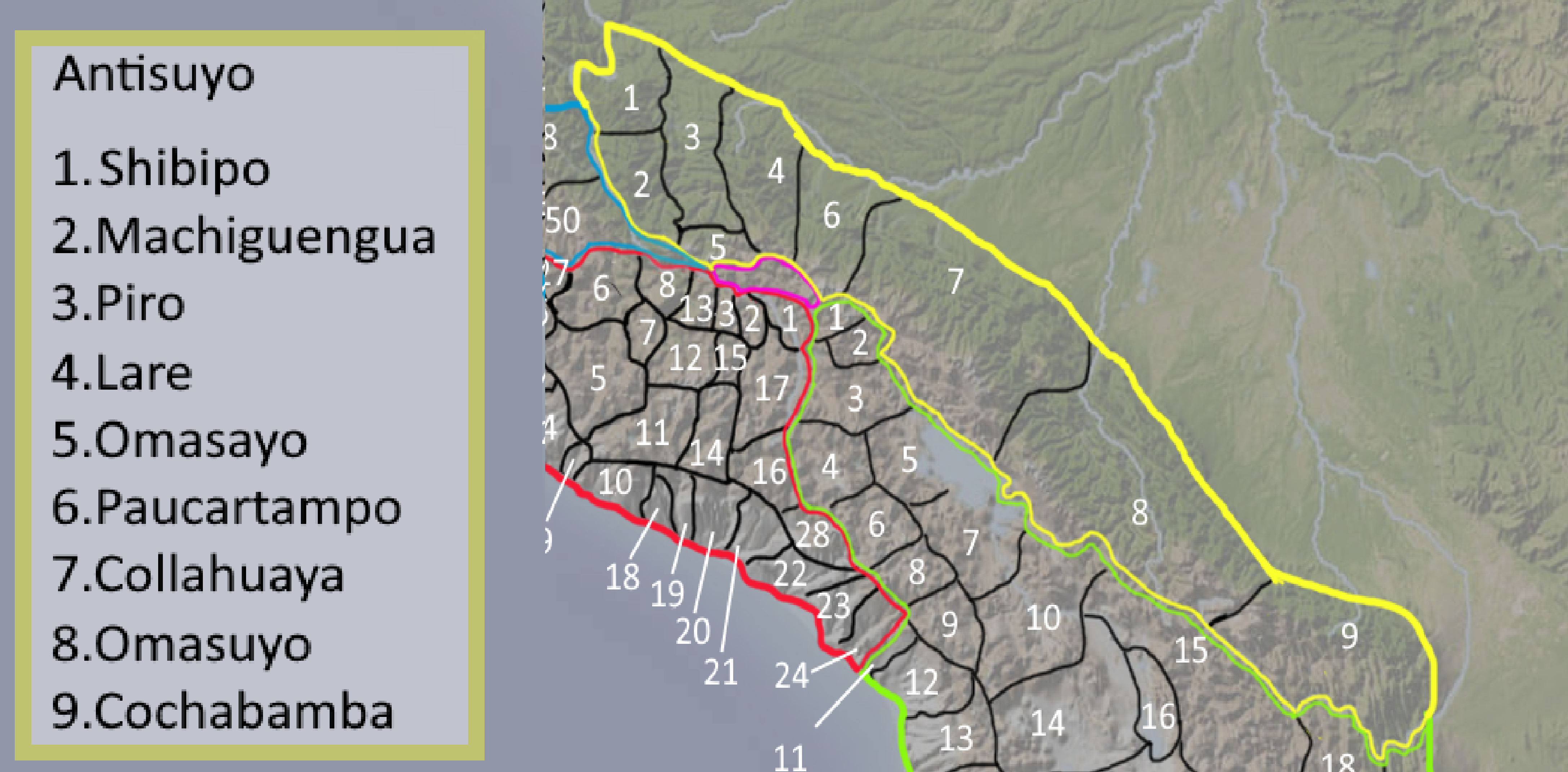
Huamanis de Antisuyo dentro del Imperio incaico.

Los huamanis de Antisuyo fueron una forma de subdivisión que conformaban el suyo del Antisuyo, parte del Imperio Incaico. El suyo se componía de nueve provincias muy ricas en diversidad étnica y cultural.

## Huamanis de Antisuyo
| Huamani      | Territorio actual |
| ------------ | ----------------- |
| Cochabamba   | Bolivia           |
| Collahuaya   | Bolivia, Perú     |
| Lare         | Perú              |
| Machiguengua | Perú              |
| Omasayo      | Perú              |
| Omasuyo      | Perú              |
| Paucartampo  | Perú              |
| Piro         | Perú              |
| Shipibo      | Perú              |